# Friedrich Wilhelm von Arnim-Boitzenburg
Friedrich Wilhelm Graf von Arnim-(Boitzenburg) (* 31. Dezember 1739 in Berlin; † 21. Januar 1801 ebenda) war ein preußischer Beamter und Kriegsminister.

## Herkunft

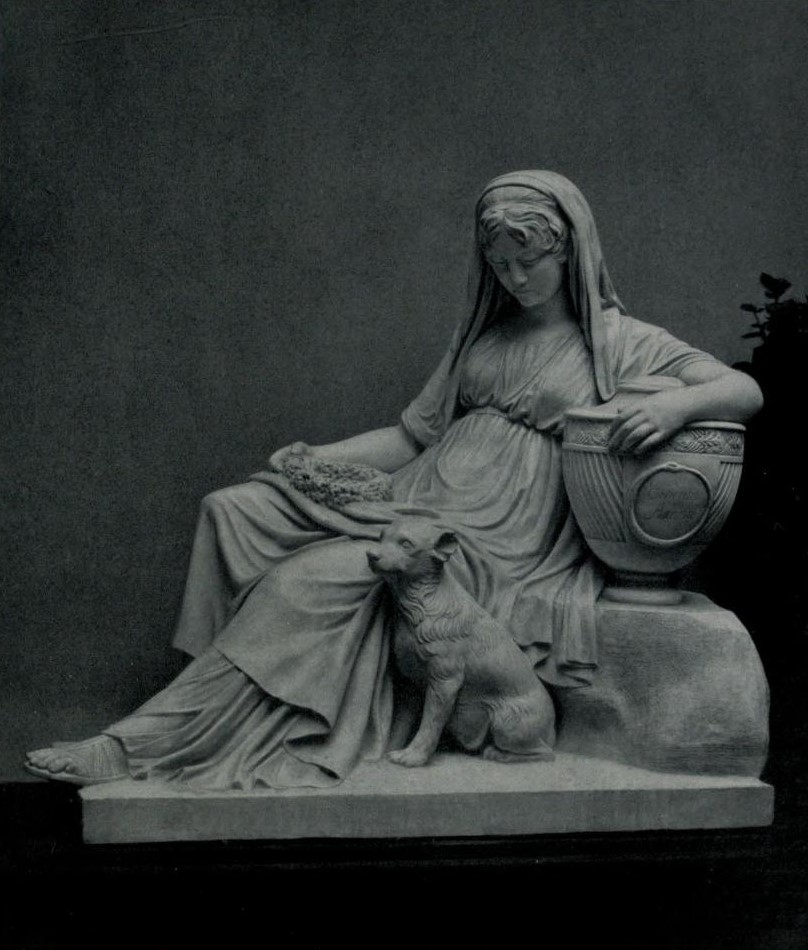
Grabdenkmal des Grafen von Arnim von Johann Gottfried Schadow; die Frau des Grafen Freda Antoinette saß Modell

Friedrich Wilhelm von Arnim entstammte der Boitzenburger Linie dieses weitverbreiteten uckermärkischen Adelsgeschlechtes. Sein Großvater war Georg Dietloff von Arnim-Boitzenburg. Friedrich Wilhelm war das einzige Kind von Abraham Wilhelm von Arnim-Boitzenburg (1712–1761) und dessen Ehefrau Anna Elisabeth von der Schulenburg (1720–1741), älteste Tochter von Adolph Friedrich von der Schulenburg.

## Leben
Nach dem Studium der Jurisprudenz in Göttingen begann er seine Laufbahn im preußischen Staatsdienst als Rat am Kammergericht in Berlin. 1764 wurde er Rat und Assessor am Obergericht der Uckermark, 1769 geheimer Justizrat und Direktor des Pupillenkollegiums und des uckermärkischen Obergerichts, dem er bis 1780 vorstand. Ab 1776 war er auch als Vizedirektor bei der kurmärkischen Landschaft beschäftigt. 1786 wurde er zum Wirklichen Geheimen Etats-, Kriegs- und dirigierenden Minister und zum Vizepräsidenten des Generaldirektoriums ernannt.
Arnim wurde am 2. Oktober 1786 von König Friedrich Wilhelm II. in den erblichen preußischen Grafenstand erhoben. Außerdem war er Ritter des Roten Adlerordens.
Er wurde auch Präsident des Forstdepartements und Oberjägermeister. In diesen beiden Ämtern erwarb er sich bleibende Verdienste um die Förderung des Forstwesens und der Landwirtschaft in Preußen. 1786 bis 1798 war er königlich preußischer Staats- und Kriegsminister. 1798 nahm er aus gesundheitlichen Gründen seinen Abschied; das Generalforstdepartement wurde von Johann Georg Wilhelm von Baerensprung übernommen. Er gehörte der Berliner Freimaurerloge Zum flammenden Stern an.

## Familie
Friedrich Wilhelm von Arnim-Boitzenburg war mit Freda Antoinette (1747–1817) geb. Freiin von Cramm, einer Tochter des Franz Jakob Freiherr von Cramm und der Anna Magdalena Wilhelmine von Krosigk, verheiratet. Ihre beiden Kinder waren:
- Johann Erdmann Graf von Arnim-Boitzenburg (* 14. Juli 1766; † 18. Juli 1766)
- Friedrich Abraham Wilhelm Graf von Arnim-Boitzenburg (* 13. Juni 1767; † 31. Januar 1812) ⚭ Georgine Charlotte Auguste von Wallmoden (1770–1859). Aus dieser Ehe ging u. a. der spätere preußische Staatsminister Adolf Heinrich Graf von Arnim-Boitzenburg hervor.